# Hažín nad Cirochou
Hažín nad Cirochou (bis 1948 slowakisch „Hažín“; ungarisch Kisgezsény - bis 1907 Hazsina) ist eine Gemeinde im Osten der Slowakei mit 654 Einwohnern (Stand 31. Dezember 2024), die zum Okres Humenné, einem Kreis des Prešovský kraj gehört.

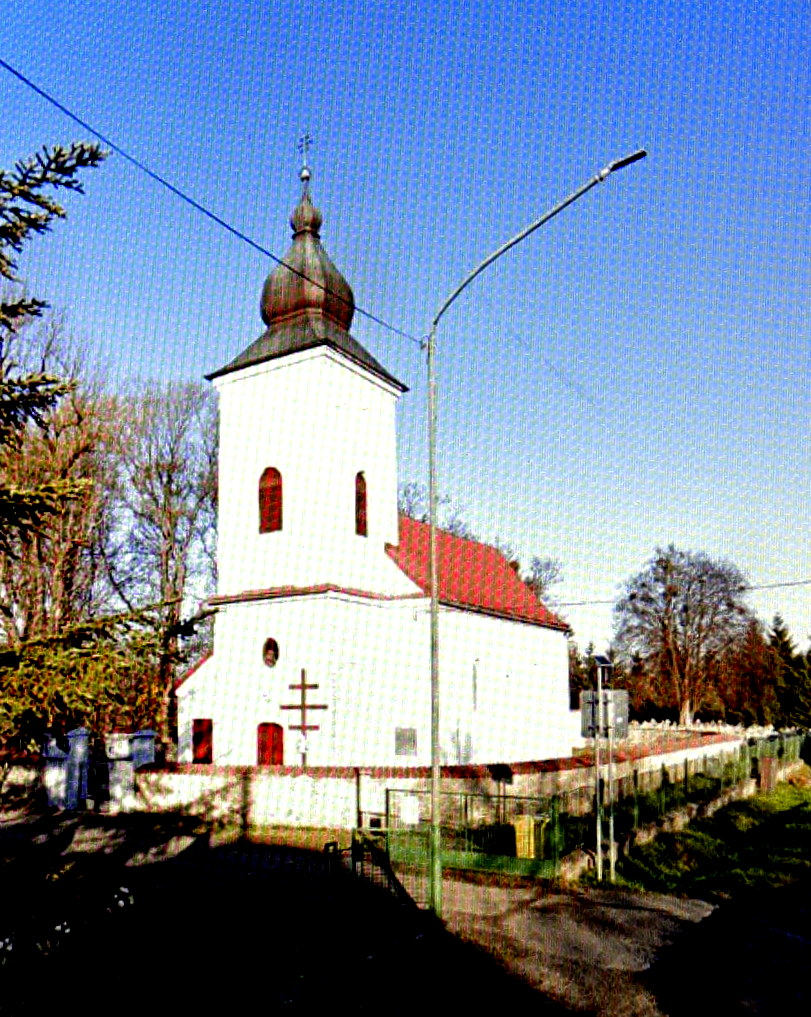
Kirche

## Geographie
Die Gemeinde befindet sich im Tal des Flusses Cirocha auf einer Höhe von 167 m n.m., fünf Kilometer von Humenné gelegen. 

## Geschichte
Der Ort wurde zum ersten Mal 1317 schriftlich erwähnt. Bis zu diesem Jahr gehörte er zum königlichen Gut, dann lag bis zum 17. Jahrhundert im Herrschaftsgebiet des Geschlechts Drugeth. 1828 sind 77 Häuser und 588 Einwohner verzeichnet.
1966–1990 war Hažín nad Cirochou Teil der Gemeinde Kamenica nad Cirochou.

## Bevölkerung
| Jahr                | 1994 | 2004     | 2014    | 2024    |
| ------------------- | ---- | -------- | ------- | ------- |
| Anzahl der Personen | 609  | 709      | 675     | 654     |
| Unterschied         |      | +16,42 % | −4,79 % | −3,11 % |

| Jahr                | 2023 | 2024    |
| ------------------- | ---- | ------- |
| Anzahl der Personen | 665  | 654     |
| Unterschied         |      | −1,65 % |

Ergebnisse nach der Volkszählung 2001 (680 Einwohner):
| Nach Ethnie: - 98,53 % Slowaken - 0,74 % Ukrainer - 0,29 % Russinen - 0,29 % Tschechen | Nach Religion: - 65,59 % römisch-katholisch - 33,38 % griechisch-katholisch - 0,29 % evangelisch - 0,29 % orthodox |

## Bauwerke
- griechisch-katholische Kirche des Erzengels Michael von 1772

## Verkehr
Durch Hažin nad Cirochou verläuft in West-Ost-Richtung die Staatsstraße 74 (Strážske - ukr. Grenze bei Ubľa). Zudem besitzt der Ort eine Haltestelle an der Bahnstrecke Humenné–Stakčín.

## Persönlichkeiten
- Ján Babjak SJ (* 1953), Erzbischof und Metropolit der griechisch-katholischen Kirche in der Slowakei